# Pokémon Gold, Pokémon Silver i Pokémon Crystal
Pokémon Gold Version (ポケットモンスター 金, Poketto Monsutā Kin, Pocket Monsters: Or) i Pokémon Silver Version (ポケットモンスター 銀, Poketto Monsutā Gin, Pocket Monsters: Silver) i Pokémon Crystal ('Pokémon Cristall') (Pocket Monsters Crystal) ポケットモンスター 金・銀, Poketto Monsutā Crystal, són tres versions d'un mateix videojoc RPG de la sèrie Pokémon de la companyia japonesa Nintendo per a la videoconsola Game Boy monocromàtica, però amb suport per a Game Boy Color, l'excepció seria Pokémon Cristall que solament és compatible amb Game Boy Color (i per extensió a Game Boy Advance i Game Boy Advance SP). El joc és dit pels entesos en el món Pokémon, com la segona generació, és a dir la veritable segona part de la franquícia RPG de Pokémon. Els jocs posseeixen una capacitat dual de connexió, ja que es poden jugar tant en la Color com en la consola monocromàtica Game Boy. No obstant això, la versió Pokémon Crystal no posseeix aquesta dualitat. Els títols van ser llançats primerament al Japó durant el 1999, a Austràlia i Estats Units en 2000, i a Europa l'any 2001. Crystal, una edició especial dels dos jocs anteriors, va ser llançada a la venda aproximadament un any després en cadascuna de les esmentades regions. En 2009, els jocs van ser refets per la consola Nintendo DS, amb el títol de Pokémon HeartGold i SoulSilver.
Els jocs contenen cent nous tipus de Pokémon, i tots dos segueixen la història que el protagonista té a la regió fictícia anomenada Johto per arribar a ser un Mestre Pokémon; així mateix el nom del jugador pot triar-se, i també el seu sexe, però això últim només en la versió Crystal. Els títols són independents entre si encara que posseeixen el mateix argument; si bé tots dos títols es poden jugar separadament, s'han d'intercanviar Pokémon entre ells a part d'utilitzar la retrocompatibilitat que posseeixen amb els anteriors jocs de la sèrie, amb la finalitat de completar la Pokédex del joc. La saga de Johto de la sèrie d'anime està basada en la nova història oferta pels jocs.
Pokémon Gold i Silver van continuar l'èxit que van iniciar els seus predecessors, convertint Pokémon en una franquícia d'ingressos multimilionaris. Va vendre més de 29 milions d'unitats en total, convertint-se en el joc més venut per a la plataforma.

## Argument i ambientació

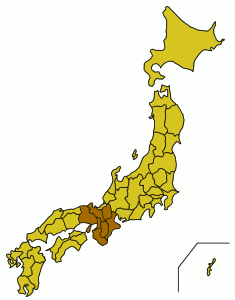
La regió de Kansai va servir d'inspiració per recrear les aventures de Gold i Silver. La regió de Johto es troba connectada amb la regió de Kantō, la regió on es van desenvolupar els anteriors jocs de la sèrie.

Pokémon Gold i Silver prenen lloc a la regió de Johto tres anys després dels esdeveniments succeïts a Red i Blue, els quals transcorren a la regió de Kantō. Johto és una regió fictícia creada a partir de les regions reals de Kansai i Tokai del Japó. Al seu torn, és una regió diferent a les ja mostrades en altres títols de Pokémon. Aquesta posseeix un total de set ciutats i tres pobles, juntament amb altres llocs geogràfics i diverses rutes que interconnecten la majoria dels indrets entre si. Algunes àrees són solament accessibles quan el jugador adquireix una certa habilitat o un determinat ítem; per exemple, el jugador pot obtenir l'HM (de «Hidden Machine»; 'màquina oculta') Surf, que permet al personatge muntar sobre un cert Pokémon i creuar així l'oceà i poder arribar a Cianwood City ('Ciutat Orquídia').
El protagonista silenciós de Pokémon Gold i Silver és un jove que viu a New Bark Town. A l'inici del joc, el jugador ha d'escollir entre Chikorita, Cyndaquil o Totodile com el seu Pokémon inicial per part del Professor Elm. A més, el seu rival furta un Pokémon del mateix professor i repta el jugador en certs punts del joc per provar els seus Pokémon.
L'objectiu principal del joc és el de convertir-se en el millor entrenador de Johto i Kantō, la qual cosa s'aconsegueix entrenant Pokémon, completant la Pokédex, derrotant els vuit líders de gimnàs de Johto i desafiant l'«Elite Four» ('Alt Comandament') i al campió, a part de derrotar els altres vuit líders de gimnàs de Kanto. Finalment, el jugador pot encarar a Red en el cim de Mt. Silver ('la muntanya Platejada'). Al llarg del joc, el jugador haurà de lluitar contra el Team Rocket, una organització criminal que abusa dels Pokémon.

## Mecànica de joc

En aquesta batalla a Pokémon Silver, el Pokémon de la part superior dreta de la pantalla és el de l'oponent, un Flaaffy; la de la part inferior esquerra és la del jugador, en aquest cas, un Espeon. Les opcions del jugador es mostren a la part inferior dreta.

De manera similar a Pokémon Red, Blue i Yellow, Pokémon Gold i Silver es juguen des d'una perspectiva aèria, on el jugador pot explorar l'univers fictici del joc a través del seu protagonista, est pot interactuar amb objectes i altres personatges. Mentre el jugador explora en aquest món, est pot trobar-se amb diferents territoris, com a pasturatges, boscos, coves i oceans on les diferents espècies Pokémon habiten i se li enfronten. Quan el jugador es troba amb alguna d'aquestes criatures, el camp de joc es transforma a una pantalla de batalla on els Pokémon combaten per torns.
Existeixen dos importants objectius en els jocs: seguir la història argumental principal i derrotar l'Elite Four juntament amb Lance per convertir-se en el nou campió, i completar la Pokédex mitjançant la captura, evolució i intercanvi de totes les 251 espècies de Pokémon. Un aspecte important d'aquesta mecànica és entrenar i enfortir als Pokémon del jugador mitjançant batalles amb altres criatures, els quals poden trobar-se en estat salvatge o bé per part d'altres Entrenadors. Aquest sistema que consisteix a acumular punts d'experiència i fer que les criatures pugin de nivell —una característica intrínseca de tots els jocs de Pokémon— controla les propietats físiques i dels Pokémon, com les estadístiques de batalla obtingudes després d'un combat, i els moviments que aquests poden aprendre.

### Novetats
Si bé Pokémon Gold i Silver contenen la mateixa mecànica bàsica consistent a capturar, entrenar i evolucionar a unes criatures denominades Pokémon, i que va ser introduïda a Red i Blue, es van afegir certes característiques noves. Un sistema de temps va ser inclòs en els jocs, mitjançant la incorporació d'un rellotge en temps real que mostra l'hora així com el dia de la setmana. Certs esdeveniments del joc, com l'aparició d'un determinat tipus de Pokémon, són dependents d'aquest nou tret de la jugabilitat. Nous objectes van ser inclosos, alguns dels quals van ser creats exclusivament per explotar una nova mecànica: la capacitat que els Pokémon posseeixen per obtindre objectes. Un nou tipus d'objecte capaç de ser subjectat per aquestes criatures són les baies, les quals són de diferents espècies i ofereixen una qualitat única com la de restaurar la salut o guarir efectes de l'estat dels Pokémon. Altres ítems —és a dir, objectes específics— que es poden equipar poden potenciar les propietats de combat d'aquestes criatures. Així mateix, nous tipus de Poké Balls van ser introduïdes, les quals permeten capturar més fàcilment a un determinat Pokémon en situacions específiques. Un nou ítem anomenat Pokégear (ポケギア, Pokegia) va ser igualment afegit als jocs, la funció dels quals és la d'un simple rellotge digital, un mapa, una ràdio i fins a un telèfon, el qual permet al jugador contactar amb altres personatges, si aquests li van oferir el seu número telefònic. Aquests entrenadors podran trucar per demanar-li una revenja al jugador, o bé, avisar-li que un Pokémon rar pot trobar-se en un cert lloc.
Els títols van introduir a Raikou, Entei i Suicune, el grup d'un nou tipus de Pokémon llegendaris que vaguen per tota la regió de Johto i que canvien de lloc freqüentment. Es poden localitzar mitjançant la Pokédex, una vegada que el jugador es topi amb ells, encara que en general intentaran fugir de la batalla; si se'ls afebleix la salut, aquesta la mantindran així —és a dir, que estaran febles indefinidament—, igual que si se'ls arriba a causar algun efecte en les seves característiques físiques, com paralitzar-los o congelar-los. També hi ha la possibilitat de trobar-se amb Pokémon brillants, els quals tenen una coloració diferent als de la seva mateixa espècie, a part que són difícils de trobar. Dos nous tipus de Pokémon van ser afegits, el tipus acer i el tipus sinistre. El tipus acer posseeix una defensa i resistència en comparació d'altres tipus, mentre que el tipus sinistre és immune als atacs de tipus psíquic, també són forts els atacs sinistres contra els Pokémon de tipus psíquic, a part de tenir poques debilitats. A Gold i Silver també es van incloure nous moviments, però aquells Pokémon que sàpiguen aquests atacs nous no podran ser intercanviables amb les versions de la primera generació. Per arreglar això, es va programar un personatge que va ser batejat sota el títol de Move Deleter ('elimina-moviments'), el qual és capaç d'eliminar els moviments que sàpiga algun Pokémon. Un canvi major respecte a les anteriors versions, va ser el de dividir l'estadística Especial en altres dues, Atac Especial i Defensa Especial, amb el que es van incrementar les possibilitats de realitzar una estratègia en el joc.
Amb la introducció de la criança Pokémon, a cada espècie d'aquestes criatures se'ls va ser assignat un o dos grups especials perquè poguessin procrear entre si. Si un Pokémon mascle i una femella coincideixen en algun d'aquests grups i són deixats en la Guarderia Pokémon, és possible que tots dos generin un ou del qual naixerà una cria Pokémon. El petit Pokémon heretarà l'espècie de la seva mare, i els moviments del seu pare. No obstant això, els Pokémon llegendaris, juntament amb altres espècies, no poden reproduir-se entre si.
Igual que en els anteriors jocs de la sèrie, i a causa del seu èxit creixent, un títol per a Nintendo 64 va sortir a la venda, la qual era el de servir com a seqüela de Pokémon Stadium. Es va pretendre continuar el sistema de joc que implementava batalles Pokémon en gràfics 3D, a més de que amb ajuda del Transfer Pak, les criatures capturades tant en Gold i Silver com en els jocs previs, podien ser intercanviades amb aquest joc, anomenat Pokémon Stadium 2.
Si bé tots dos títols són compatibles i semblants en diversos aspectes, no ho són íntegrament. A diferència de Red i Blue, aquests jocs compten amb un pokémon especial; a Gold, la criatura representada en la caràtula del joc és Ho-Oh, mentre que a Silver és Lugia. No obstant això, a pesar que es considera que aquests Pokémon són «exclusius» en les seves respectives versions, els dos poden aconseguir-se tant en una com a l'altra, encara que cal un objecte especial per poder capturar a tots dos.

### Diferències entre les tres versions
Aquesta segona generació es manté en els seus orígens, és a dir, està dividida en tres versions amb poques diferències, la idea del joc d'intercanviar es manté, hi ha Pokémon d'una versió que no apareix en l'altra. Pokémon Cristall, és bàsicament equivalent a Pokémon Groc, en la primera generació, encara que no es basa en la sèrie d'animació, posseeix més diferències amb les versions Or i Plata.

#### Pokémon Gold
- La portada del joc apareix el Pokémon Ho-oh un dels un dels nous llegendaris del joc, s'obté en el joc en el nivell 40 i capturable primer que el seu anàleg Lugia, que apareix en el nivell 70
- Els Pokémon tenen una pose en batalla diferent a la de Plata.
- Hi ha Pokémon que no apareixen en Plata.

#### Pokémon Silver
- La portada del joc apareix el Pokémon Lugia un dels nous llegendaris del joc, s'obté en el joc en el nivell 40 i capturable primer que la seva contrapart Ho-oh, que apareix en el nivell 70
- Els Pokémon tenen una pose en batalla diferent a la d'Or.
- Hi ha Pokémon que no apareixen en Or.

#### Pokémon Crystal
- El Pokémon Suicune apareix en la portada del joc, és molt més fàcil d'atrapar en "Or i Plata" i posseeix alguns moviments diferents, com Llamp Aurora. Nova intro en el joc amb Suicune.
- Animacions per als Pokémon rivals en els combats
- A Goldenrod City ('Ciutat Trigal') hi ha un ou que en descloure's pot eixir qualsevol dels següents Pokémon: Cleffa, Elekid, Igglybuff, Magby, Pichu, Smoochum, Togepi i Tyrogue; a l'atzar, amb l'atac Puny mareig, a més de major possibilitat que isquen brillants (shiny).
- Es pot triar com personatge controlable a un xiquet o una xiqueta.
- El color i la forma de la motxilla, del Pokégear són de forma diferent.
- Posseeix més colors simultanis i pantalla i millor qualitat gràfica, que ho fa incompatible amb la Game Boy clàssica.
- Apareix un requadre en la part inferior de la pantalla amb el nom de la localització a l'hora d'arribar a un poble o altre lloc.
- Correcció de diversos bug (dificultat per a clonar, per exemple).
- Nous llocs com la Battle Tower ('Torre Batalla') per a competir amb 7 entrenadors Pokémon, si es guanya a tots, s'obté un premi.
- Modificació d'antics llocs com les Ruins of Alph ('Ruïnes Alfa') o Dragon's Den ('Cau Drac').
- Més objectes claus com la 'Campana Clara' o la 'Targeta blava'.
- Un "tutor" que ensenya, els atacs 'Llançaflames', 'Llamp Gel' i 'Llamp'. Canviant les estratègies dels combats.
- Alguns Pokémon aprenen alguns moviments nous i perden altres. Eevee sap 'Relleu', deixa d'aprendre 'Focus energia'; Cloyster sap 'Pues', etc.
- Millor control del personatge, fins a hi ha diferències com que en el casino de Celadon City ('Ciutat Azulona') et donen un Pikachu per 2222 fitxes, Porygon per 5555 i Larvitar per 8888, en Ciutat Trigal òbriga per 100, Cubone per 800 i Wobufet per 1500

## Desenvolupament i producció
| Director                       | Satoshi Tajiri                                                                   |
| Disseny de personatges         | Ken Sugimori Atsuko Nishida                                                      |
| Programadors                   | Takenori Ohta Kohta Fukui Sousuke Tamada Shigeki Morimoto                        |
| Productors                     | Takehiro Izushi Tsunekazu Ishihara Takeshi Kawaguchi Hiroshi Yamauchi (executiu) |
| Disseny i programació de mapes | Kazuhito Sekine Koji Nishino Nobuhiro Seya                                       |
| Disseny gràfic                 | Asuka Iwashita Jun Okutani                                                       |
| Disseny de criatures           | Motofumi Fuziwara Shigeki Morimoto Satoshi Oota                                  |
| Música                         | Jun'ichi Masuda Go Ichinose                                                      |
| Efectes de so                  | Morikazu Aoki Tetsuya Watanabe                                                   |
| Disseny paramètric             | Koji Nishino                                                                     |
| Guió                           | Nobuhiro Seya                                                                    |
| Traducció del text             | Nob Ogasawara                                                                    |
| Coordinació a Amèrica          | Hiro Nakamura Naoko Kawakami Gail Titllin William Giese                          |
| Referències                    | [ 20 ] [ 21 ]                                                                    |

Gold i Silver van ser anunciats per primera vegada en el Nintendo SpaceWorld Expo de 1999 al Japó, convertint-se en l'atracció principal de l'esdeveniment. A diferència de l'últim títol de la sèrie llançat en aquesta època, Pokémon Yellow, els nous lliuraments van ser anunciats per ser més que una simple millora de Pokémon Red i Blue. En el seu lloc, aquestes oferirien un nou argument, un nou món per explorar, i noves espècies de Pokémon. Tots dos títols van ser dissenyats per la Game Boy Color, permetent amb això un suport gràfic en color així com sprites més detallats. Altres elements que van ser mostrats en l'exposició incloïen la criança de Pokémon, la capacitat de guardar objectes per part de les criatures, un dispositiu anomenat PokéGear, que és un rellotge intern de temps real, i la possibilitat de connectar mitjançant retrocompatibilitat als anteriors títols de la sèrie amb els nous.
Durant una entrevista realitzada per ABC News, el president de Creatures Inc. Tsunekazu Ishihara va revelar com es va realitzar el procés de pluja d'idees per al disseny de les noves espècies de Pokémon. Va explicar que «aquelles idees que es van formular per a cadascun d'aquestes criatures va venir de la imaginació dels desenvolupadors de Game Freak, els qui van esmentar que aquestes idees venien a partir de les vivències que van tenir en la seva infància, de les quals s'inclouen llegir manga, el qual és el nom del còmic japonès. També van provenir de certes experiències de terror que els van succeir en aquesta etapa, així com de capturar insectes i coses per l'estil. Pel que d'aquestes experiències va sortir Pokémon». De la mateixa manera en què el Pokémon Mew va ser programat en les versions Red i Blue, una criatura exclusiva anomenada Celebi va ser incorporada a Gold i Silver, i només podia ser adquirida mitjançant un esdeveniment promocional de Nintendo. El primer esdeveniment oficial on es podia aconseguir a aquest Pokémon, va ser el Nintendo SpaceWorld de 2000 al Japó, on més de 100.000 jugadors van intentar aconseguir el Pokémon rar. Per ser el seleccionat guanyador, els participants havien d'enviar una carta, que entraria a una loteria on es guanyaria un de 100.000 certificats que garantien l'adquisició de Celebi, i amb això permetre que el vencedor pogués entrar a l'esdeveniment i poder així aconseguir-lo.
El llançament dels jocs va ser anunciat per al mes de novembre de 1999 al Japó, i al mateix temps es va revelar que sortirien per als Estats Units en una data temptativa, marcada per al mes de setembre de 2000. Nintendo va anunciar el llançament del Pocket Pikachu Color, una mascota virtual portàtil amb gràfics en color, similar a una que s'havia llançat l'any anterior. Aquesta unitat és compatible amb Gold i Silver, la qual permet transferir diners d'un joc a un altre, anomenat «punts watt». Pocket Pikachu Color va ser posposat, va aconseguir sortir a la venda el 21 de novembre de 1999, el mateix dia que Gold i Silver. També, un cable link amb llicència oficial i basat en l'aspecte de Pikachu, i desenvolupat per Kemco va ser posat en venda el 18 de novembre de mateix any. El producte funciona com un cable link comú, però estèticament diferent: és un cable de color groc, amb la figura de Pikachu en un dels seus extrems, i d'una Poké Ball en l'altre.
A causa que Nintendo va esperar un augment enorme de vendes, l'empresa va estimar que la primera tanda de producció dels jocs per al Japó havia de ser de tres milions, suposant que en el conseqüent, s'arribarien a vendre més de vuit milions de còpies únicament en aquell país. No obstant això, la companyia aviat es va veure forçada a tallar la quantitat de producció d'aquesta tanda a la meitat, ja que un terratrèmol havia tingut lloc a Taiwan, per la qual cosa Nintendo va esmentar que el desastre natural havia danyat les seves instal·lacions de manufactura dels cartutxos. Malgrat això, va sorgir una especulació que esmentava que Nintendo havia utilitzat aquest esdeveniment al seu favor, doncs els crítics suposaven que la companyia solament havia esmentat el succés per rebaixar la seva producció i augmentar d'aquesta manera la demanda de consum.
Previ al seu llançament americà, Gold i Silver van ser exhibits en l'American Intenational Toy Fair perquè el públic que assistís a aquest esdeveniment pogués conèixer una mica més sobre els jocs; aquesta es va presentar l'any 2000 a Nova York. Per promocionar els jocs, Nintendo va modificar cinc Chrysler PT Cruisers perquè s'assemblessin al nou Pokémon Lugia; aquests automòbils van viatjar al llarg dels Estats Units per a aquesta finalitat. Els vehicles tenien aletes i cues enganxades, i van ser pintats amb logotips i imatges de la franquícia de Pokémon. A més, estaven equipats amb televisors les quals estaven connectades a consoles de videojocs, les quals permetien a les persones jugar diversos títols com Pokémon Puzle League, Hey You, Pikachu!, i Pokémon Gold i Silver. La sèrie de televisió Pokémon GS, basada en els dos jocs, va ser anunciada i es va esmentar que seria part de la programació de tardor del canal infantil Kids' WB. El programa tindria com a protagonista a Ash Ketchum, qui s'aventura en una nova regió que conté nous Pokémon, els quals estan basats en els jocs homònims. El nom «americanitzat» de les 100 noves espècies es van mantenir en secret per part de Nintendo, encara que la companyia revelava més noms esporàdicament. Els dominis corresponents a 'pokemongold.com' i 'pokemonsilver.com' van ser registrats a la xarxa per a aquesta mateixa finalitat, i diversos noms van ser desvetllats a la xarxa com el de Chikorita, Lugia, Ho-Oh, Togepi, Hoothoot i Marill.
Al maig de 2000, Nintendo va anunciar la data oficial del llançament de tots dos títols en territori americà, la qual seria el 16 d'octubre d'aquest any. La companyia va donar llum verda per a les prevendes dels jocs a l'agost d'aquest any, i va esmentar també que aquells jugadors que reservessin un dels jocs se'ls donaria un CD-ROM gratuït, que contenia un navegador web basat en Pokémon i desenvolupat per MediaBrowser en el qual s'incloïa un programari amb Pokémon flotants —és a dir, que feien un moviment semblat a surar sobre la pantalla de l'ordinador— i diversos vincles a llocs web de Pokémon. Aquesta aplicació estava disponible per a la seva descàrrega en el lloc oficial de Pokémon. Els jocs van trencar un rècord de vendes, doncs en tan sols dos mesos es van arribar a vendre més de sis-centes mil còpies, a comparació de la xifra que va aconseguir Pokémon Yellow de cent cinquanta mil. Mentre que s'apropava la data de llançament, certes tendes minoristes com Electronic Boutique van reportar que certes comandes van començar a arribar-los poc abans de la data assenyalada, i van optar per vendre-les immediatament; primer, donant els jocs que havien estat reservats i després vendre tots aquells que sobressin. Malgrat això, fins i tot era possible obtenir els jocs abans de l'11 d'octubre de 2000.

## Rebuda

### Crítica

#### Anglosaxona i d'altres països
Pokémon Gold i Silver van continuar l'enorme èxit dels seus predecessors, permetent que la sèrie de Pokémon arribés a ser una franquícia multimilionària. Per al mes d'abril de l'any 2000, aproximadament 6,5 milions de còpies havien estat venudes al Japó. La versió Silver va resultar ser lleugerament l'edició més popular, doncs va superar a Gold per cent mil còpies venudes. Durant la seva primera setmana de llançament als Estats Units, els jocs van aconseguir eclipsar l'èxit comercial que va suscitar Pokémon Yellow, per una quantitat una miqueta superior a la de sis-centes mil còpies; combinant les xifres de vendes de tots dos títols, es va estimar que amb 1,4 milions de cartutxos van ser els jocs més ràpidament venuts de tota la Història. L'èxit comercial de Gold i Silver era d'esperar; Peter Main, vicepresident executiu de vendes i màrqueting, va esmentar que «no hi ha dubte sobre això; els nens adoren jugar Pokémon [sic]. Fins ara, ja entrat el 2000, el joc més venut per a qualsevol consola domèstica és Pokémon Stadium per la Nintendo 64, i el joc millor venut per a una consola portàtil és Pokemon Yellow [sic] per la Game Boy Color, però Pokemon Gold [sic] i Silver seran els encarregats de superar aquests increïbles nombres de vendes. Nosaltres hem previst que un total de deu milions de còpies seran venudes per aquests dos jocs, en un lapse de sis mesos».
Les ressenyes realitzades pels crítics van ser una miqueta dures, ja que alguns d'ells esmentaven que el sistema de joc estès quant a la seva durada, així com les noves característiques de joc van ser solament elements que es van agregar a la sèrie per mantenir viu l'interès que les seqüeles podien generar com ho van fer els jocs originals. Craig Harris de IGN, li va donar una puntuació «imperiosa» de 10 sobre 10, comentant que «a l'igual d'impressionant com el va ser la primera edició de Pokémon, Gold i Silver rellueix en els seus elements de jugabilitat, novetats i en les seves sorpreses». Va haver-hi un particular elogi respecte a l'addició del rellotge intern del joc, doncs Frank Povo de GameSpot va esmentar que «la principal i més important característica nova de Pokémon GS és la presència d'un element temporal... Si bé pot sonar com un giny, la inclusió d'un rellotge afegeix encara que sigui una mica, una mica més de varietat al joc». Povo va qualificar amb una puntuació «genial» a tots dos títols, amb un 8,8 sobre 10. Nintendo Power va llistar a Gold i Silver en conjunt, com el sisè millor títol de la Game Boy/Game Boy Color, on ressaltava als dos jocs per afegir noves criatures, els seus nous elements i les seves gràfiques en color.
En general, a Gold i Silver se'ls va considerar que els aspectes sòlids inclosos respecte a les seves novetats, bé podrien ser del grat d'una audiència nombrosa. «Després de jugar una dotzena d'hores amb aquests títols, realment no puc pensar en algun punt deficient que remarcar respecte a Gold i Silver. Nintendo i Game Freak han ajustat la versió original i van dissenyar una seqüela que és extensa, desafiadora i tremendament divertida de jugar. Existeix una raó per la qual Pokémon és tan popular, i Pokémon Gold i Silver van a ajudar una mica més al moviment que la sèrie ha causat, durant el segle xxi», va esmentar Harris.

#### Hispanoamericana i espanyola
L'èxit de les seqüeles de Pokémon també va impactar al públic hispanoparlant, sector on als jocs se'ls va anomenar pel terme en castellà de Oro i Plata. El lloc web d'anàlisi Meristation va afirmar en la seva respectiva ressenya que les novetats del joc, com l'addició del rellotge intern, la possibilitat de criar Pokémon, capturar diferents criatures depenent de l'hora del dia, més les 100 noves espècies d'aquests monstres de butxaca feien de tots dos títols «[són] un[s] joc[s] renovat[s] en pràcticament tots els aspectes excepte en el sistema de joc, que segueix intacte; basat en col·leccionar, lluitar i intercanviar Pokémon entre les dues versions. És una aventura una mica més curta però molt més profunda i amb més situacions diferents amb les quals ens trobarem» donant-los una puntuació de 9 sobre 10. D'igual manera, Viciojuegos.com va donar el seu punt i va afegir que si ben els nous jocs presentaven un sistema de joc, quant a combats, aventura i entrenament de pokémon també oferia noves i poderoses criatures que donaven un toc de frescor a la sèrie, així com el compendi estès d'objectes i missions per complir, encara que es va mostrar una mica molest per l'enorme quantitat de temps emprat per aconseguir la totalitat de criatures en el joc; no obstant això, quant a l'apartat gràfic es refereix va esmentar que malgrat les possibilitats cromàtiques de la Game Boy Color, els jocs aconseguien mostrar escenaris nítids i variats, la qual cosa permetia «detalls més actualitzats» en comparació dels seus antecessors, a més de que la connexió amb Pokémon Stadium 2 millorava la qualitat de joc; per tot això, el lloc li va atorgar una puntuació de 94%. Quant a vendes, els jocs van aconseguir vendre més d'un milió de còpies en el continent europeu, de les quals, 130.000 còpies es van aconseguir comercialitzar a Espanya.

## Seqüeles iremakes

### Pokémon Crystal
Pokémon Crystal Version ('Pokémon Cristall'), conegut al Japó com Pocket Monsters Crystal Version (ポケットモンスター クリスタルバージョン, Poketto Monsutā Kurisutaru Bājon, lit. «Monstres de Butxaca Versió Cristall»), desenvolupat exclusivament per la Game Boy Color, és el setè joc llançat de la sèrie de Pokémon al Japó, i el sisè als Estats Units i Europa. El joc és una edició actualitzada de les anteriors dues versions, Pokémon Gold i Silver, i va ser llançat al Japó el 14 de desembre de 2000, als Estats Units el 29 de juliol de 2001 i a Europa el 21 de novembre d'aquest any».
L'argument i el sistema de joc de Pokémon Crystal és gairebé igual al de Gold i Silver, encara que conté certes divergències. És el primer joc de tota la sèrie, on el jugador té l'opció de triar el sexe del protagonista, ja que en els anteriors jocs el personatge principal sempre era masculí. Els Pokémon posseeixen sprites animats; per exemple, quan Cyndaquil entra a la batalla, les flames que surten del seu llom parpellegen. No obstant això, aquesta característica no va ser inclosa a Pokémon Ruby i Sapphire ni a Pokémon FireRed i LeafGreen, però sí en els altres jocs posteriors. A més, certes subtrames van ser afegides a l'argument, com una que involucra al Pokémon llegendari Suicune, que apareix en la portada del joc, i una altra en la qual es veuen embolicats els Unown. El canvi més notori del joc, va ser la inclusió de la Torre Batalla, un edifici nou que permet als jugadors participar en batalles semblants a les de Pokémon Stadium. Una novetat exclusiva de la versió japonesa de Crystal, permetia al jugador connectar-se amb altres persones mitjançant l'ús d'un telèfon mòbil.
Pokémon Crystal va ser ben rebut per la crítica, doncs va obtenir una puntuació del 80% per part de Game Rankings, encara que la majoria dels analistes comentaven que va haver-hi suficients novetats i característiques noves significatives, per considerar a Crystal com a diferent a les anteriors dues versions. «L'última versió —tant de bo— de la Game Boy Color és l'edició que definitivament s'ha d'aconseguir excepte si el jugador és un dels 10 milions de jugadors que ja tenen una còpia dels altres dos jocs, doncs Crystal és una bona opció malgrat els seus lleus canvis en gràfiques i dissenys. Però no hi ha molt en aquesta edició que ho faci un "necessari de comprar" per a aquells que ja tenen una còpia [de Gold o Silver], o bé, les dues de les anteriors versions», va dir Craig Harris de IGN qui li va donar al títol una puntuació «excel·lent» de 9,0 sobre 10.

### Pokémon HeartGoldiSoulSilver
Pokémon HeartGold Version (ポケットモンスター ハートゴールド, Poketto Monsutā Hātogōrudo, lit. «Monstres de butxaca cor d'or») i Pokémon SoulSilver Version (ポケットモンスター ソウルシルバー, Poketto Monsutā Sōrushirubā, lit. «Monstres de butxaca ànima de plata»), són les versions millorades de Pokémon Gold i Silver. Van ser desenvolupats per GameFreak i publicats per Nintendo per a la consola portàtil Nintendo DS. Van ser llançats primer al Japó el 12 de setembre de 2009, mentre que al març de 2010 es van publicar als Estats Units, Europa i Austràlia.
Igual que les versions originals, HeartGold i SoulSilver es desenvolupen a la regió de Johto, on l'objectiu principal, com en els altres jocs de la sèrie, és entrenar i capturar Pokémon, per aconseguir així completar la Pokédex. Als jocs se'ls va incloure un afegiment anomenat Pokéwalker, el qual és un podòmetre amb forma de Poké Ball que pot connectar-se amb tots dos jocs mitjançant senyals infrarojos.
El director dels jocs, Shigeki Morimoto, tenia com a propòsit respectar la sensació que els jocs originals van causar als jugadors veterans, alhora que desitjava que tots dos títols se sentissin com a títols nous per a aquells jugadors que a penes començaven a familiaritzar-se amb la sèrie. Els jocs van obtenir una ressenya positiva per part de la crítica doncs Metacritic els va donar una puntuació mitjana del 87%. Comercialment, tots dos títols són uns dels jocs més venuts de tots els temps per la Nintendo DS, amb vendes que ascendeixen a més de deu milions de còpies, d'acord amb les dades publicades el 29 de juliol de 2010.